# Educació Matemàtica Realística
L'Educació Matemàtica Realística és la teoria sobre l'ensenyament de les matemàtiques que promou la construcció del coneixement a partir de tot allò que pugui ser imaginat per l'alumnat.

## Història
Aquest plantejament va iniciar-se a Holanda a la dècada de 1970 per Hans Freudenthal i els seus col·legues de l'Institut pel Desenvolupament de l'Educació matemàtica (IOWO les seves sigles en anglès) predecessor de l'actual Institut Freudenthal (FI).

## Caracterització
Actualment continua desenvolupant-se i està fortament influenciat per la visió de les matemàtiques que tenia Hans Freudenthal. Això és que les matemàtiques han d'estar connectades a la realitat, ser properes als estudiants i rellevants per a la societat. En lloc de presentar les matemàtiques com una ciència acabada que s'ha de transmetre, fa veure les matemàtiques com una activitat humana. L'ensenyament de les matemàtiques hauria de donar als alumnes una oportunitat "guiada" de reinventar-les practicant amb elles, fent el que Freudenthal anomenava processos de matematització. Més endavant Treffers formularia les seves idees sobre els dos tipus de matematització, l'horitzontal i la vertical. Els trets que caracteritzen a aquesta teoria són la participació activa de l'alumnat, això és que els estudiants no són tractats com a simples receptors d'una matèria sinó com a participants actius en el procés d'aprenentatge. La realitat com a mitjà prioritari de l'aprenentatge tant a l'inici per introduir nous continguts com al final per aplicar-los. La presentació dels temes relacionats i no en compartiments separats i aïllats. Considera l'aprenentatge com una activitat social a on la interrelació entre alumnes i la de l'alumnat amb el professorat té un paper important. S'entén que els alumnes que aprenen fent una reconstrucció de les matemàtiques guiada pel professorat.